# John Jonston

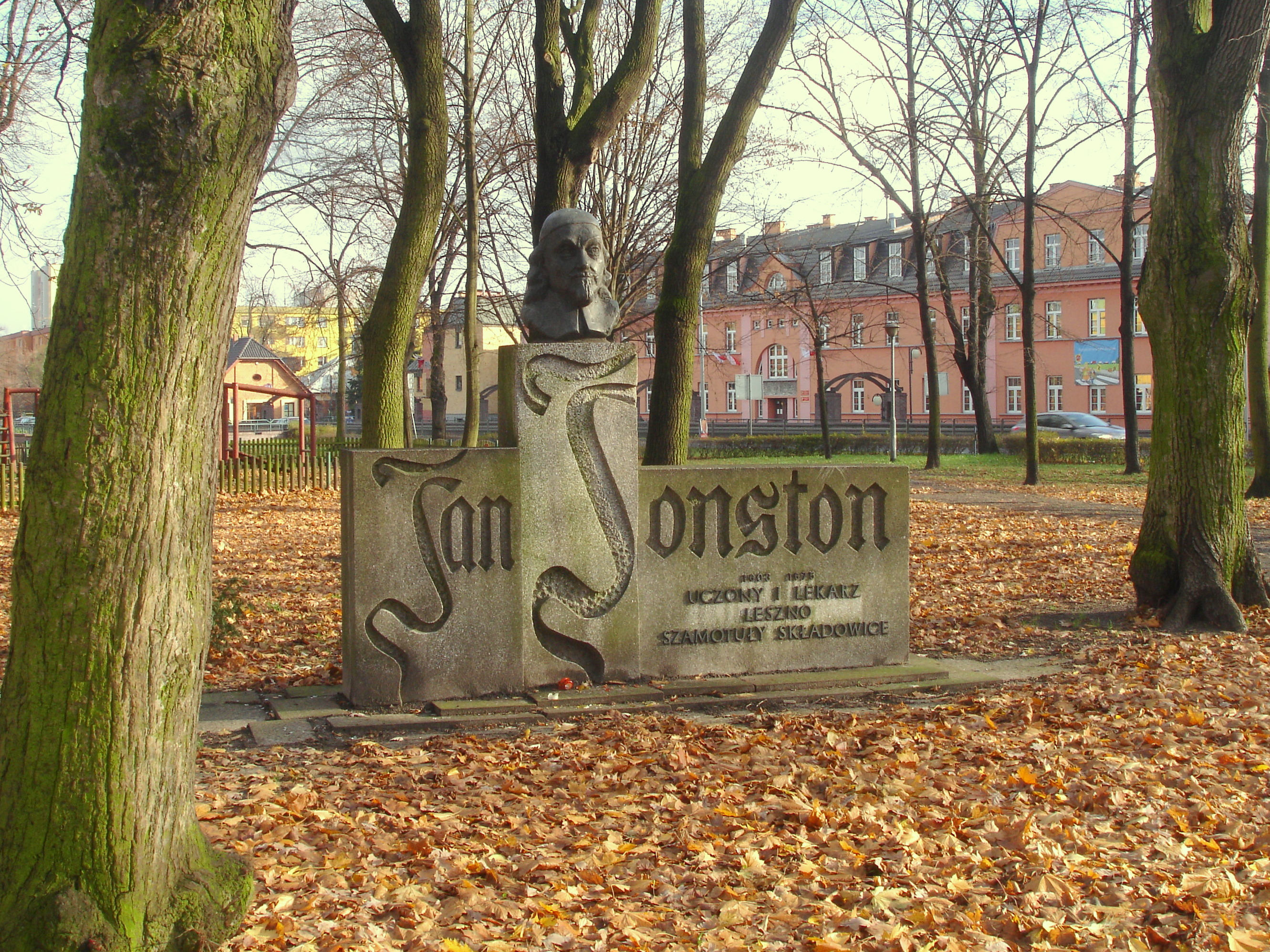
Monument a Jan Jonston, Leszno

John Jonston   (Szamotuły, 3 de setembre de 1603 - Legnica, 8 de juny de 1675), polonès: Jan Jonston, llatí: Joannes Jonstonus, fou un investigador i metge polonès, descendent de la noblesa escocesa i molt vinculat amb la família polonesa dels Leszczyńesquís.

## Vida
Jonston va néixer a Szamotuły, fill de Simon Johnston, que va emigrar al Confederació de Polònia i Lituània des d'Escòcia. La seva primera educació va ser patrocinada per un dels seus dos oncles paterns que havien vingut a la Confederació amb el pare.
Des de 1611 Jonston va assistir a l'escola de la Unitat dels Brethren a Ostroróg, i després a la Schoenaichianum a Bytom, i des de 1619 al gymnasium de Torun, Reial de Prússia. Com a Calvinista, no podia assistir a la Universitat Jagellònica controlada pel catolicisme. En conseqüència, va obtenir el seu primer títol a la Universitat de St Andrews (1622-25; M. A., 1623), on va estudiar teologia, filosofia escolàstica, i la llengua hebrea. Entre els seus benefactors destaca el Primat de Tot Escòcia, John Spottiswoode.
El 1625 Jonston va tornar a la confederació polonesa-lituana. Fins al 1628 va ser tutor privat a la casa de la família Kurtzbach-Zawadski a Leszno, on va ser un membre actiu de la Unitat dels Brethren de la comunitat. Al voltant de 1625-28 va publicar Enchiridion historiae naturalis, que el 1657 seria traduïda a l'anglès.
El 1628 Jonston va viatjar al Sacre Imperi Romanogermànic (Wittenberg, Leipzig, Frankfurt, Franeker) per reprendre els seus estudis. Va assistir a la Universitat de Cambridge, on va estudiar botànica i medicina) i a les Universitats de Frankfurt, Franeker i Leiden, on es va matricular el 1630. Aquest mateix any, se li va oferir una càtedra de filosofia a Deventer, però va declinar-lo, preferint tornar a la Confederació per ser novament tutor privat, aquest cop a la mansió de Rafał Leszczyński, voivode de Bełz, on va tutoritzar el seu fill, Bogusław Leszczyński.
El 1632 Jonston va viatjar a l'estranger amb Bogusław i diversos fills d'altres magnats de la Confederació. La seva primera parada va ser Franeker (1632), seguida de Leiden i Amsterdam (totes aquell mateix any), on Jonston publicaria la seva Thautomatographia naturalis. El 1634 van visitar Anglaterra, tornant a Leiden, on Jonston va rebre el títol M. D.; poc després rebria un segón greu en M. D. (ad eundem) per Cambridge. Aquell any també rebria un Ph D., per ambdues universitats, per a la seva tesi De febribus (la Febre). Bogusław, Jonston i els altres van viatjar per Europa fins a 1636, tornant a Polònia després de la notícia de la mort del pare de Bogusław. Jonston va tornar a Leszno, quedant-se a la casa d'un Leszczyński, al servei del qual va adquirir el títol de Archiater Civitatis et Lesnensis Physicus Ordinarius.
A Leszno va treballar a la seva Acadèmia, on va guanyar-se l'amistat de Comenius, que va ser un altre membre destacat de l'Acadèmia de la facultat. El 1642 Jonston novament rebutjava una oferta a la càtedra d'un departament estranger (aquest cop, de la de medicina a Frankfurt). Aquell mateix any, la seva obra Idea universae practicae medicinae va ser publicada a Amsterdam (traduïda a l'anglès el 1652). Jonston tornaria a rebutjar més ofertes de Heidelberg i de Leiden.
El 1652 va comprar (o heretar) una finca a Ziebendorf (ara Składowice) prop de Legnica. El 1665, seguint la guerra polaco-sueca (El Diluvi), que va empitjorar les actituds públiques cap als protestants de la Confederació, i es va retirar de Leszno a la seva finca que acabava de comprar. Va romandre allí per viure la seva jubilació.
Va morir a Legnica al voltant del 1675.

## Obres

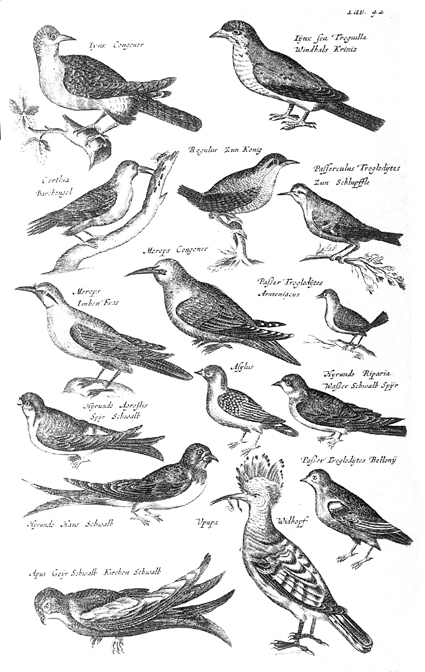
Gravat il·lustrat de Historiae naturalis de avibus (1657).

Jonston s'interessà tant per la medicina com per la història natural i les seves obres van conèixer un gran difusió. La seva Historia naturalis, podria ser una de les darreres enciclopèdies d'aquesta naturalesa a Europa.
- Historiae naturalis de quadrupedibus libri, cum aeneis figuris, Johannes Jonstonus,... concinnavit (J. J. Schipperi, Amsterdam, 1657).
- Historiae naturalis de insectis libri II, de serpentibus et draconibus libri II, cum aeneis figuris, Joh. Jonstonus,... concinnavit (Ad Moenum 1653; reissued J. J. fil. Schipper, Amsterdam, 1657, reissued 1665).
- Historiae naturalis de insectis libri III, de serpentibus et draconibus libri II, cum aeneis figuris, Joh. Jonstonus,... concinnavit (deux parties en un volume, J. J. fil. Schipper, Amsterdam, 1657, reissued 1667).
- Historiae naturalis de exanguibus aquaticis libri IV, cum figuris aeneis, Joannes Jonstonus,... concinnavit (J. J. Schipperi, Amsterdam, 1657, reissued 1665).
- Historiae naturalis de piscibus et cetis libri V, cum aeneis figuris, Johannes Jonstonus,... concinnavit (J. J. Schipperi, Amsterdam, 1657).
- Historiae naturalis de avibus libri VI cum aeneis figuris Johannes Jonstonus,... concinnavit (J. J. Schipperi, Amsterdam, 1657).
- De Communione veteris Ecclesiae syntagma, ex bibliotheca Johannis Jonstoni,... (Elsevir, Amsterdam, 1658).
- Johannis Jonstonii,... de Festis Hebraeorum et Graecorum schediasma (V.J. Trescheri, Bratislava, 1660).
- Naeukeurige Beschryving Van de Natuur der Vier-voetige dieren, ... en Draken. Dutch translation by M. Grausius of the Historiae naturalis ... libri I-VI (I. I. Schipper, Amsterdam, 1660). Some copies with contemporary hand-coloured engravings exist.
- Magni Hippocratis,... Coacae praenotiones, graece et latine... cum versione D. Anutii Foesii,... et notis Joh. Jonstoni,... (Elsevir, Amsterdam, 1660).
- Idea hygieines recensita, libri II. Johannes Jonstonus,... cum cura revidit (V.J. Trescheri, Jena, 1661, reissued 1667).
- Notitia regni mineralis, seu Subterraneorum catalogus, cum praecipuis differentiis (V.J. Trescheri, Leipzig, 1661).
- Notitia regni vegetabilis, seu Plantarum a veteribus observatarum... in suas classes redacta series (V.J. Trescheri, Leipzig, 1661).
- Dendrographias, sive historiae naturalis de arboribus et fructicibus, tam nostri quam peregrini orbis, libri decem, figuris aeneis adornati, Johannes Jonstonus,... concinnavit... (M. Meriani, Frankfurt, 1662).
- Historiae naturalis de serpentibus, libri II, Joannes Jonstonus,... concinnavit (J. J. Schipperi, Amsterdam, 1667).
- A Description of the Nature of Four-footed Beasts (London, 1678). An English translation of Historiae naturalis de quadripedibus, with 80 engraved illustrations.
- Theatrum universale omnium animalium, piscium, avium, quadrupedum, exanguium aquaticorum, insectorum et angium (R. & G. Weststenios, Amsterdam, 1718).